# حسن عصفور
حسن محمد أحمد عصفور (24 أبريل 1950، سياسي فلسطيني. ولد في عبسان في محافظة خان يونس في فلسطين

## نشأته وتحصيله العلمي
ولد حسن محمد أحمد عصفور بتاريخ 24 أبريل 1950 في بلدة عبسان الصغيرة بمحافظة خانيونس شرق قطاع غزة. تخرج من جامعة بغداد في العراق بتخصص الهندسة الزراعية عام 1973، كما درس الفلسفة في معهد البحوث الاجتماعية بموسكو خلال فترة 1977 - 1979.

## حياته الشخصية
حسن عصفور متزوج، وله ابنتان، الابنة الكبرى "هدى" تحمل الدكتوراه من جامعة جورج واشنطن في تخصص «بيو مديكال إنجنيرنغ» وهي موسيقية أيضًا، و"ديمة" تعمل في بعثة فلسطين بجنيف.

## في السياسة
انتمى حسن عصفور إلى الحزب الشيوعي الأردني عام 1969، ثم إلى الحزب الشيوعي الفلسطيني حتى عام 1994. عاد إلى لبنان وعمل في الإعلام الفلسطيني من 1979 حتى 1982 وكان مسؤول قسم الأخبار في إذاعة الثورة الفلسطينية ما قبل حصار بيروت وخلاله، ثم غادر لبنان إلى سوريا، وقد اعتقل لفترات في العراق وسوريا. انتخب عضو قيادة الاتحاد العام لطلبة فلسطين ممثلًا للحزب الشيوعي الفلسطيني عام 1984، وتولى مهام مديرية السلم والتضامن في دائرة العلاقات العربية والدولية التي يرأسها محمود عباس في تونس عام 1987.
يعتبر حسن عصفور اشتراكيًا فلسطينيًا تولى دورًا رئيسيًا في مباحثات أوسلو السرية عام 1993. بسبب ارتباطه بالحزب الشيوعي، تنقل عصفور من دولة عربية إلى أخرى. فقد ترك الأردن عام 1969 ليسافر إلى العراق، ثم أجبر على ترك العراق في عام 1975 ليسافر إلى سوريا.
في سوريا تم القبض عليه ليقضي 16 شهراً في السجن وتم ترحيله بعدها في عام 1977 إلى لبنان حيث استقر فيها حتى الغزو الإسرائيلي وحصار بيروت عام 1982، وبعدها بفترة استقر في تونس حيث أصبح عضواً فعالاً في منظمة التحرير الفلسطينية. مبدئيًا، تولى التنسيق بين حركة فتح والحزب الشيوعي، ثم في عام 1987 تولى إدارة فرع للمنظمة. مع الوقت أصبح من الدائرة المقربة لياسر عرفات وتولى التنسيق لوفد مؤتمر مدريد عام 1991.أصبح عصفور مفاوض رئيسي في اتفاق أوسلو.
أصدر عصفور عدة كتب منها كتاب بعنوان: "حماس وخطف غزة" وكتاب آخر بعنوان: "دولة على قائمة الانتظار"، وحاليًا يدير موقع "أمد للإعلام".

## مناصبه ومشاركاته
- عضو المجلس الوطني الفلسطيني[9] منذ عام 1984 حتى عام 2018.
- تم تكليفه أمين سر لجنة المفاوضات عشية مؤتمر مدريد في واشنطن عام 1991.
- شارك في مفاوضات أوسلو[5] السرية مع أحمد قريع[10] (يناير 1993 – أغسطس 1993).
- عضو وفد المفاوضات في طابا سبتمبر 1993 – مايو 1994.[11]
- تم تعيينه مديراً عامًا لدائرة شؤون المفاوضات[12] في منظمة التحرير الفلسطينية التي تأسست مايو 1994 وترأسها عضو اللجنة التنفيذية محمود عباس.
- عاد إلى قطاع غزة[13] مايو 1994 وأسس دائرة شؤون المفاوضات في فلسطين مايو 1994 واستمر منسقًا لها حتى عام 1999.
- اُنتخب عضوًا في المجلس التشريعي الفلسطيني بعد الانتخابات العامة الفلسطينية عام 1996 حيث حصل على 12,761 صوتًا في دائرة محافظة خان يونس ممثلًا عن حركة فتح.[14]
- أصبح وزيراً في السلطة الوطنية الفلسطينية عام 1998 ثم وزيراً لشؤون المفاوضات عام 1999، وتم تعديل المنصب إلى وزير شؤون المنظمات الأهلية عام 2000،[15]
- شارك في مفاوضات واي ريفر عام 1998.[16]
- شارك في مفاوضات قمة كامب ديفيد عام 2000.[11]
- رفض تعيين محمود عباس[4][17] رئيسًا للوزراء أواخر 2002.
- استقال بعد انتخاب محمود عباس[7] رئيسًا للسلطة الفلسطينية بعد رحيل الرئيس ياسر عرفات.[18]
- رفض إجراء الانتخابات التشريعية عام 2006،[19] واعتبرها مؤامرة سياسية.
- اتجه للعمل في القطاع الخاص وأسس عام 2006 دار المستقبل للإعلام كمؤسسة إعلامية شاملة.
- أطلق موقع «أمد للإعلام» أبريل 2007 اصبح المشرف العام حتى الآن.